# Slayton, Minnesota
Slayton là một thành phố thuộc quận Murray, tiểu bang Minnesota, Hoa Kỳ. Năm 2010, dân số của thành phố này là 2153 người.

## Dân số
- Dân số năm 2000: 2072 người.
- Dân số năm 2010: 2153 người.